# Tortilia trigonella
Tortilia trigonella ist ein Schmetterling aus der Familie der Stathmopodidae.

## Merkmale
Die Falter erreichen eine Flügelspannweite von 9 Millimeter. T. trigonella unterscheidet sich von Tortilia flavella durch einen braunen Kostalfleck an der Flügelbasis der Vorderflügel und das fahl gelbe Basissegment der Fühler. Die Unterseite der Vorderflügel zeigt die gleiche braune Zeichnung wie die Flügeloberseite, ist aber deutlich schwächer. Bei den Weibchen ähneln die Genitalien jenen von Tortilia graeca, sie unterscheiden sich durch das deutlich kleinere Signum und eine lange und eine kurze Stachelreihe auf dem Corpus bursae. Die Genitalien der Männchen wurden bisher nicht beschrieben.

## Verbreitung
Tortilia trigonella kommt in Marokko südwestlich von Marrakesch, im Großen Atlas bei Goundafa und im Mittleren Atlas bei Azrou vor.

## Biologie
Die Biologie der Art ist bisher unbekannt. Die Falter wurden im Juni gefangen.

## Systematik
Die Typuslokalität befindet sich südwestlich von Marrakesch in Marokko (Ijjoukak).